# آلوده‌هراسی
آلوده‌هراسی (به انگلیسی: Mysophobia) یا میکروب‌هراسی (به انگلیسی: Germophobia) یک هراس از آلودگی‌ها و میکروب‌ها است. این اصطلاح در سال ۱۸۷۹ توسط ویلیام ای. هموند هنگام توصیف یک مورد از اختلال وسواس فکری-عملی (OCD) که در شستن مکرر دست‌ها بود به نمایش گذاشته شد. آلوده‌هراسی به شستن اجباری و طولانی دست‌ها مرتبط است. نام‌هایی که مستقیماً به هراس از کثیفی‌ها مربوط می‌شوند، عبارتند از: مولیسموفوبیا (به انگلیسی: molysmophobia) یا مولیزوموفوبیا (به انگلیسی: molysomophobia)، ریپوفوبیا (به انگلیسی: rhypophobia) و رپوفوبیا (به انگلیسی: rupophobia). باسیلوفوبیا (به انگلیسی: bacillophobia) و باکتریوفوبیا (به انگلیسی: bacteriophobia) به‌طور خاص به ترس از باکتری‌ها و میکروب‌ها اشاره دارند.
اصطلاح «mysophobia» از واژه یونانی μύσος (musos)، «نجاسی» و φόβος (phobos)، به معنای «ترس» گرفته شده‌است.

## علائم و نشانه‌ها
افراد مبتلا به آلوده‌هراسی، معمولاً علائمی مثل:
- شستن بیش از اندازه دست‌ها
- دوری از مکان‌هایی که ممکن است حاوی میکروب یا آلودگی باشد
- ترس از تماس فیزیکی با دیگران به‌ویژه غریبه‌ها
- تلاش بیش‌از حد برای تمیزی و پاک بودن محیط
- تمایل نداشتن به اشتراک‌گذاری وسایل شخصی با دیگران
- ترس از بیمار شدن

این هراس زندگی روزمره مبتلایان را به‌شدت تحت تأثیر قرار می‌دهد و می‌تواند از نظر شدت علائم (تنفس دشوار، تعریق بیش از حد، افزایش ضربان قلب و حالت‌های وحشت) در هنگام قرار گرفتن در مقابل شرایط وجود آلودگی متغیر باشد.

## علت
عوامل و دلایل زیادی وجود دارد که باعث شود فرد به آلوده‌هراسی مبتلا شود، مثل اضطراب، افسردگی یا یک موقعیت آسیب‌زا. زندگی کردن در فرهنگی که در آن بهداشت به شدت در جامعه ادغام شده‌است (مثل استفاده از ضدعفونی‌کننده‌های دست، روکش‌های صندلی توالت، و دستمال‌های ضدباکتری)، همچنین می‌تواند باعث توسعه این هراس در میان مردم بشود.

## جامعه
افراد مشهوری که دچار آلوده‌هراسی هستند (یا بوده‌اند):
- هاوارد استرن
- نیکولا تسلا
- هوارد هیوز
- هاوی ماندل
- صدام حسین
- دونالد ترامپ